# 白烏
白烏（613年十二月）是隋朝時期領袖向海明的年号，歷時一個月。

## 纪年
| 白烏 | 元年  |
| ---- | ----- |
| 公元 | 613年 |
| 干支 | 癸酉  |

## 同期存在的其他政权年号
- 中國
  - 大业（605年—618年）：隋朝政权隋煬帝杨广年号
  - 延和（602年—613年）：高昌政权麴伯雅年号
- 朝鮮半島
  - 建福（584年—634年）：新羅真平王之年號